# Hans Ernst Schneider
Hans Ernst Schneider (15. prosince 1909 Königsberg – 18. prosince 1999 Marquartstein) byl německý germanista, literární vědec a příslušník SS, kde dosáhl hodnosti Hauptsturmführera. V rámci SS působil v organizaci Ahnenerbe. Po skončení druhé světové války pod jménem Hans Schwerte pokračoval ve vědecké kariéře v Západním Německu. Stal se profesorem na univerzitě v Cáchách, v letech 1970 až 1973 zde zastával funkci rektora. Byl považován za levicového liberála. Odhalení jeho skutečné identity v roce 1995 vyvolalo v Německu velký skandál.